# Papa Celestino IV
Celestino IV, nato Goffredo Castiglioni o Castiglione (Milano, 1180 circa – Roma, 10 novembre 1241), è stato il 179º papa della Chiesa cattolica dal 25 ottobre 1241 al 10 novembre dello stesso anno. Il suo pontificato, durato appena sedici giorni, è il terzo pontificato più breve della storia della Chiesa cattolica.

## Biografia
Era figlio del nobile milanese Giovanni Castiglioni di Ottone, e di Cassandra Crivelli e, quindi nipote di Uberto Crivelli cioè papa Urbano III. 

### Monaco cistercense
Goffredo prese i voti e vestì l'abito monacale nell'abbazia di Altacomba (Ordine cistercense), nella Savoia. Qui scrisse una storia del Regno di Scozia. 
Fu nominato cardinale presbitero con il titolo di San Marco (1227). Nel 1228 introdusse l'Inquisizione a Milano. Nel 1229 fu legato apostolico di papa Gregorio IX.
Nel 1239 fu nominato cardinale vescovo di Sabina.

### L'elezione a Papa
Alla morte di papa Gregorio IX il 22 agosto 1241, il collegio dei cardinali, diviso fra favorevoli e ostili all'Imperatore, stentava a trovare la maggioranza dei due terzi prevista dal Terzo Concilio Lateranense nel decretale Licet de vivanda. Parte del Sacro Collegio intendeva eleggere il cardinale Romano Bonaventura, acerrimo nemico di Federico II che in quel periodo teneva prigionieri, tra l'altro, due cardinali.

Dopo quasi un mese di vane attese, il Senatore di Roma Matteo Rosso Orsini, autoritario e decisionista governatore della città, rinchiuse i dieci cardinali nel Settizonio sul colle Palatino, rudere di un sontuoso edificio fatto edificare dall'Imperatore romano Settimio Severo. Il clima, in pieno periodo estivo, fu molto torrido, e le condizioni igieniche divennero presto precarie, ed inusuali per dei nobili e anziani cardinali: l'inglese Robert Somercotes, già gravemente malato, morì durante il conclave stesso. Non riuscendo una parte a prevalere sull'altra, l'accordo fu raggiunto su un candidato neutro, appunto il Castiglioni, uomo malato e quindi considerato di transizione, e che fu eletto all'unanimità il 25 ottobre 1241. I cardinali elettori, esausti per il durissimo conclave, non attesero neanche la consacrazione e si allontanarono da Roma, forse temendo ciò che poi effettivamente accadde: la morte repentina del Papa e la necessità di un nuovo conclave.

### L'insediamento e la morte
Il Castiglioni, già seriamente malato, celebrò l'insediamento a San Giovanni in Laterano il 28 ottobre. Aggravatosi, anche a causa del duro regime imposto dal Senatore di Roma ai cardinali riuniti in conclave, morì il 10 novembre successivo, dopo 16 giorni dalla nomina e 13 dalla consacrazione. Sorsero, tra gli studiosi, i dubbi che il Castiglioni fosse morto senza essere effettivamente consacrato, in quanto morì senza emblema e senza sigilli. Secondo i Gesta Treverorum, Goffredo Castiglioni morì "avvelenato": "Perciò i cardinali lasciarono la Santa Chiesa per molti giorni priva di un capo e come deserta, perché temevano una fine simile". Sepolto nell'Antica basilica di San Pietro in Vaticano, la sua tomba è andata perduta.

#### Concistori per la creazione di nuovi cardinali
Non risulta dalle fonti documentarie che Celestino IV durante il suo pontificato abbia creato dei cardinali.

### Vacanza della sede apostolica
A causa del conflitto che s'era prodotto nella disputa su chi avesse più potere tra Chiesa e Impero, l'elezione del successore di Celestino IV divenne una questione complessa e il Papato restò con la sede vacante per quasi due anni.

Dopo alterne vicende, fra le quali il tradimento del cardinale Giovanni Colonna e la scarcerazione di Giacomo da Palestrina, nel 1243 venne eletto il genovese Sinibaldo Fieschi dei conti di Lavagna, che scelse il nome pontificale di Innocenzo IV.